# Oncopsis coloradensis
Oncopsis coloradensis är en insektsart som beskrevs av Baker 1898. Oncopsis coloradensis ingår i släktet Oncopsis och familjen dvärgstritar. Inga underarter finns listade i Catalogue of Life.